# День, що навчив мене жити
День, що навчив мене жити (фр. Le jour où j'ai appris à vivre) — книга французького письменника та психолога Лорана Гунеля, що входить до п'ятірки найпопулярніших белетристів Франції. Була видана у 2014 році у видавництві Éditions Kero. Є всесвітнім бестселером, кілька років очолювала топ-листи продажів у Франції та була перекладена багатьма мовами.

## Сюжет
Хто з нас не чекав того дня, який змінив би наше життя? Сонячний вихідний, сповнений теплих барв і позитивних емоцій. Приємна прогулянка пірсом, звідусіль чутно сміх і невимушені розмови людей довкола. Аж раптом головного героя хапає за руку молода циганка… «Я прочитаю твоє майбутнє», - каже вона. Він посміхаєтеся так, наче почули нісенітницю, але руки не прибираєте. Хай там як, жодне передбачення не зіпсує цього дивовижного недільного дня. Однак пророцтво циганки перевертає його життя догори дриґом, бо, можливо, цей день — останній.